# 陣崎草子
陣崎草子（じんさき そうこ、1977年- ）は、日本の絵本作家、児童文学作家、歌人。歌人集団「かばん」会員。

## 経歴
大阪府生まれ。高槻市立芝谷中学校→大阪府立高槻北高等学校→大阪教育大学芸術専攻美術コース卒業。立体造形会社やデザイン会社に勤務後、23歳でイラストレーターとして独立。絵本作家をめざし26歳で上京。武井武雄について調べる過程で知った穂村弘の短歌に衝撃を受け、2007年より作歌を開始。穂村弘の連載「短歌ください」（ダ・ヴィンチ）の挿絵を担当する。2010年の「草の上で愛を」で第50回講談社児童文学新人賞佳作を受賞。

## 著書

### 小説
- 『草の上で愛を』講談社 2010
- 『片目の青』講談社 2014
- 『桜の子』萩岩睦美絵 文研出版 2016
- 『ウシクルナ!』光村図書出版 2018

### 絵本
- 『おむかえワニさん』文溪堂 2013
- 『おしりどろぼう』くもん出版 2018

### 歌集
- 『春戦争』書肆侃侃房 新鋭短歌シリーズ 2013

### 共著
- 『秘密』小林深雪,みうらかれん,片川優子,安田夏菜共著 講談社 YA!アンソロジー 2015